# Propantheline bromide
Propantheline bromide (INN) là một chất kháng muscarinic được sử dụng để điều trị đổ mồ hôi quá mức (hyperhidrosis), chuột rút hoặc co thắt dạ dày, ruột (bàng quang) hoặc bàng quang và đi tiểu không tự nguyện (đái dầm). Nó cũng có thể được sử dụng để kiểm soát các triệu chứng của hội chứng ruột kích thích và các tình trạng tương tự. Tác nhân này cũng có thể được sử dụng cho những bệnh nhân gặp phải các triệu chứng GI dữ dội trong khi giảm dần TCA.

## Chỉ định
Bằng cách thư giãn cơ ruột, propantheline có thể giảm đau trong điều kiện gây ra bởi sự co thắt của cơ trong ruột. Thư giãn các cơ trơn trong bàng quang ngăn ngừa co thắt không tự nguyện có thể cho phép rò rỉ nước tiểu từ bàng quang trong tình trạng được gọi là đái dầm (đi tiểu không tự nguyện ở người lớn). Propantheline cũng có thể được sử dụng để điều trị đổ mồ hôi quá nhiều vì khối acetylcholine cũng làm giảm bài tiết như mồ hôi và nước mắt.

## Tác dụng phụ
Tác dụng phụ bao gồm nhịp tim nhanh, táo bón, mẫn cảm với ánh sáng, khô miệng và bí tiểu. Điều này cũng có thể được quy định bởi các nha sĩ đối với một số bệnh nhân tiết nước bọt quá mức. Bằng cách cho thuốc này, việc làm "khô" nha khoa trở nên dễ dàng hơn.

## Cơ chế hoạt động
Propantheline là một trong những nhóm thuốc chống co thắt hoạt động bằng cách ngăn chặn hoạt động của chất acetylcholine truyền hóa chất, được sản xuất bởi các tế bào thần kinh, đến các thụ thể muscarinic có trong các mô cơ trơn khác nhau, ở những nơi như ruột, bàng quang và mắt. Thông thường, sự ràng buộc của acetylcholine gây ra các cơn co thắt cơ trơn không tự nguyện.